# Glückliche Reise – Mallorca
Glückliche Reise – Mallorca ist ein deutscher Fernsehfilm von Karin Hercher. Die Produktion des 23. Teils der Fernsehreihe Glückliche Reise erfolgte im Mai 1993 auf Mallorca. Der Film hatte seine Premiere am 28. Oktober 1993 auf ProSieben.

## Besetzung
Die Flugzeugbesatzung besteht aus Kapitän Viktor Nemetz (Juraj Kukura), seinem Co-Piloten Rolf Erhardt (Volker Brandt) sowie den Stewardessen Sabine Möhl (Alexa Wiegandt), Monika Glaser (Rebecca Winter) und Eva Fabian (Sandra Krolik). Die Reiseleiter Sylvia Baretti und Andreas von Romberg werden von Conny Glogger und Thomas Fritsch gegeben. Als Gastdarsteller sind Janina Hartwig, Maren Schumacher, Christoph Eichhorn, Walter Renneisen und Claude-Oliver Rudolph zu sehen.

## Handlung
Die beiden Freundinnen Gabi und Kirstin suchen in diesem Urlaub einen Mann fürs Leben. Auch Reiseleiter Andreas steht zur Wahl. Dann aber verlieben sich beide Hals über Kopf in einen kleinen Straßenhund und planen sogar, ihn mit nach Deutschland zu nehmen. Auf einer Eisenbahnfahrt geht ihnen das Tier verloren und eine groß angelegte Suchaktion verläuft zunächst erfolglos.
Stewardess Sabine zieht mit dem Modefotografen Paul durch Palma. Paul möchte am liebsten seinen Job an den Nagel hängen und auf Mallorca ein kleines Restaurant eröffnen. Der trickreiche Gastwirt Edgar Huberti bekommt dieses mit und bietet sein Lokal zu einem Traumpreis an. Pauls sofortige Anzahlung nimmt er dankend an, möchte aber in Wirklichkeit weder verkaufen noch das Geld zurückgeben – bis er seinerseits von Reiseleiter Andreas in eine Falle gelockt wird.
Viktor und Rolf lassen sich von Rolfs altem Freund Wulf Radke zu einer Unterwasser-Schatzsuche überreden und bergen tatsächlich eine alte Truhe. Diese beinhaltet jedoch keine Antiquitäten, sondern von Schmugglern verstecktes Rauschgift. Natürlich interessieren sich bald die Schmuggler und auch die Polizei für den Fund.